# Estação Retiro (Linha E do Metro de Buenos Aires)
A  Estação Retiro é uma estação terminal da Linha E do Metropolitano de Buenos Aires.
Está localizada debaixo da avenida del Libertador, no bairro de Retiro. Está integrada com a estação ferroviária de Retiro, onde há trens de longa distância, e com a Rodoviária de Retiro.
Faz conexão gratuita com a Linha C, e conexão paga com os trens suburbanos, operados pela Trenes Argentinos.